# Ceratosoma trilobatum
Espèce
Ceratosoma trilobatum est une espèce de mollusques nudibranches de la famille des Chromodorididae.

## Distribution
Cette espèce se rencontre dans la zone tropicale indo/ouest Pacifique, des côtes africaines au Japon en incluant la mer Rouge.

## Habitat
Son habitat de prédilection correspond aux espaces sablonneux et "caillouteux" entre la zone intertidale et 20 m.

## Description
Cette espèce peut mesurer jusqu'à 15 cm et possède un corps allongé.
La livrée de cette espèce est extrêmement variable mais demeure toujours de couleur vive. Toutefois, cette dernière ne constitue pas un réel critère de détermination de l'espèce car elle peut facilement être confondue avec Ceratosoma tenue.
La particularité physique distinctive de Ceratosoma trilobatum est la présence sur la première moitié du corps de deux grands lobes constitués à partir du bord de la jupe du manteau. Le premier lobe se situe au niveau de la tête et le second au niveau des branchies. L'ensemble semble faire une sorte de tremplin grimpant vers les branchies.
Une excroissance se détache à l'arrière des branchies et forme une sorte de surplomb protecteur. Il a en effet un rôle défensif car il est un leurre qui attirera le prédateur potentiel. Cet appendice protecteur dissimule une glande contenant une substance toxique répulsive qui repoussera l'attaquant dès qu'il l'aura mordu.
Le bord du manteau est surligné d'un liseré violet continu.
Le panache branchial et les rhinophores lamellés sont rétractiles dans des fourreaux internes dont la bordure externe est violette.

## Éthologie
Ce nudibranche est benthique et a une activité tout aussi bien diurne que nocturne.

## Alimentation
Ceratosoma trilobatum se nourrit principalement d'éponges dont les toxines constituent la base du répulsif présent dans ses tissus.